# Arna Sif Pálsdóttir
Arna Sif Pálsdóttir (født 5. januar 1988) er en islandsk håndboldspiller, der spiller for Valur. Hun spiller på Islands håndboldlandshold og deltog i VM-slutrunden 2011 i Brasilien. Hun har tidligere spillet i flere danske klubber: I 2009 skrev hun kontrakt med Horsens HK, hvorfra hun i 2010 fortsatte til Team Esbjerg, i 2011 til Aalborg DH og 2013-2015 i SK Aarhus.
Arna Sif Pálsdóttir begyndte at spille i islandske HK. I 2009 underskrev hun kontrakt med den danske klub Horsens HK. I sæsonen 2009/10 scorede hun 19 mål i 20 kampe for klubben. I sommeren 2010 skiftede Pálsdóttir til rivalen Team Esbjerg. Efter at have spillet for Esbjerg i et år skiftede hun til Aalborg DH, hvor hun spillede, indtil klubben gik konkurs, og hun skiftede så til SK Aarhus.
Arna Sif Pálsdóttir har tidligere spillet 82 landskampe for Island. Hun deltog i EM-slutrunden 2010 sammen med holdet. Hun deltog også med holdet ved junior-VM 2008 i Makedonien, hvor Island kom på en 13.-plads.